# Decadence
Decadence var ett svenskt band med ursprung från Stockholm och startades år 2003. Bandet spelar melodisk thrash metal och har turnerat i många europeiska länder. Bandet är ett av ganska få svenska band som har en kvinna som growlar. Medlemmarna var tidigare Kitty Saric (Metallic Kitty) (sång), Kenneth Lantz (förste gitarr), Niklas Skogqvist (andra gitarr), Joakim Antman (basgitarr) och Erik Röjås (trummor). Kenneth Lantz var även bandets ljudtekniker.Texterna handlar om personlig kamp, lidande, depression och ilska. Bandet upplöstes 2012 men återförenades 2016 med Kitty Saric och Kenneth Lantz som enda medlemmar. Albumet Undergrounder släpptes 1 januari 2017.

## Medlemmar
Senaste medlemmar
- Kenneth Lantz –  gitarr (2003–2012, 2016– ), basgitarr (2003–2004)
- Kitty Saric – sång, growl (2003–2012, 2016– )

Tidigare medlemmar
- Joakim Antman – basgitarr (2005–2012)
- Marcus Jonsson – trummor (2012)
- Kristian Järvenpää – gitarr (2012)
- Peter Lindqvist – trummor (2003)
- Niclas Rådberg – gitarr (2003–2004)
- Christian Lindholm – gitarr (2003–2004)
- Severin Gottsén – gitarr (2004–2005)
- Roberto Vacchi Segerlund – basgitarr (2004–2005)
- Patrik Frögéli – trummor (2004–2005)
- Mikael Sjölund – gitarr (2004–2005)
- Erik Röjås – trummor (2005–?)
- Daniel Green – gitarr (2005–2006)
- Simon Galle – gitarr (2007)
- Niklas Skogqvist – gitarr (2007–2010)

## Diskografi
Demo
- Land of Despair (2004)

Studioalbum
- Decadence (2005)
- The Creature (2005)
- 3rd Stage of Decay (2006)
- Chargepoint (2009)
- Undergrounder (2017)
- Six Tape (2019)